# Ел Нанчи (Уахикори)
Ел Нанчи (шп. El Nanchi) насеље је у Мексику у савезној држави Најарит у општини Уахикори. Насеље се налази на надморској висини од 890 м.

## Становништво
Према подацима из 2005. године у насељу су живела 3 становника.

### Хронологија
| Година       | 2000        | 2005 |
| ------------ | ----------- | ---- |
| Становништво | 20 (8 / 12) | 3    |

### Попис
| # | Индикатор                        | Вредност |
| - | -------------------------------- | -------- |
| 1 | Укупно појединачних домаћинстава | 1        |